# Галбень (Вранча)
Галбень, Галбені (рум. Galbeni) — село у повіті Вранча в Румунії. Входить до складу комуни Тенесоая.
Село розташоване на відстані 211 км на північний схід від Бухареста, 47 км на північ від Фокшан, 117 км на південь від Ясс, 91 км на північний захід від Галаца, 145 км на схід від Брашова.

## Населення
За даними перепису населення 2002 року у селі проживала 241 особа, усі — румуни. Усі жителі села рідною мовою назвали румунську.